# Rostgumpad kolibri
Rostgumpad kolibri (Urosticte ruficrissa) är en fågel i familjen kolibrier.

## Utbredning och systematik
Fågeln förekommer på Andernas östra sluttning i södra Colombia och östra Ecuador. Den behandlas som monotypisk, det vill säga att den inte delas in i några underarter.

## Status
IUCN kategoriserar arten som livskraftig.